# Тілічо
О́зеро Тілі́чо — найвище у світі озеро, яке розташоване в північній частині Непалу, в Гімалаях, біля підніжжя Піку Тілічо. Розташоване на висоті 4919 метрів, що на 1107 метрів вище за озеро Тітікака.

## Навколишні гори
Озеро розташоване між піками Тілічо, Нілгірі, Кангсар та Муктінат.

## Флора та фауна
Фауна самого озера складається, згідно з деякими даними, винятково з червоного планктону. Проте навколо озера водяться такі унікальні тварини, як сніжний леопард та блакитні козулі.

## Трекінг
Понад північно-східною частиною озера проходить один з трекінгових маршрутів з Мананга в Джомсом. Він позначений вертикально встановленим камінням, що формує доріжку, яку видно навіть в разі неглибокого снігу. Найвища точка цього маршруту на 200 м нижча від перевалу Торонг-Ла, через який проходить основний маршрут. Проте в цілому озерний маршрут є складнішим, ніж основний, і рекомендований тільки досвідченим трекерам. В разі наявності снігу для проходження маршруту може знадобитись спеціальне обладнання.

## Дайвінг
24 — 26 вересня 2000 року команда російських дайверів здійснила на озері серію занурень. Максимальна глибина занурень за даними дайв-комп'ютера склала 21 метр. За даними експедиції глибина озера становить понад 150 метрів, підтверджена глибина — 75 метрів. Єдина форма життя — планктон. Комп'ютер показує нульову глибину на приблизно 5 метрах під водою.